# تشيونتسانغ
كان تشيونتسانغ (Xuanzang) ((بالصينية: 玄奘; البينيين: Xuánzàng; ويد–جيلز: Hsüan-tsang) Sanskrit: ह्वेनसांग) (c. 596 أو 602 – 664)، المولود باسم تشن هوى (Chen Hui) ((بالصينية المبسطة: 陈袆; بالصينية التقليدية: 陳褘; البينيين: Chén Huī)) أو تشن يى (Chen Yi) ((بالصينية المبسطة: 陈祎; بالصينية التقليدية: 禕; البينيين: Chén Yī))، راهبًا بوذيًا صينيًا وعالمًا ورحالاً ومترجمًا وصف التفاعل بين الصين والهند في أوائل فترة أسرة تانغ (Tang Dynasty). وقد ولد في مقاطعة خنان (Henan) الصينية في عام 596 (أو 902، أو 603)، ومنذ وقت صباه وهو مولع بقراءة الكتب الدينية، بما في ذلك الطبقات الصينية (Chinese classics) وكتابات العصور القديمة.
وخلال إقامته بمدينة لويانغ (Luoyang)، دخل تشيونتسانغ في جماعة الرهبان البوذيين (Buddhist monkhood) في الثالثة عشرة من عمره. وبسبب الاضطرابات السياسية والاجتماعية الناجمة عن سقوط أسرة سوي (Sui Dynasty)، توجه إلى مدينة تشنغدو (Chengdu) في مقاطعة سيتشوان (Sichuan)، حيث تم تعيينه في سن العشرين. ثم سافر في وقت لاحق في أنحاء مختلفة من الصين للبحث عن كتب مقدسة للبوذية. وبعد فترة أتي إلى تشانغآن (Chang'an)، ثم تحت الحكم السلمي للإمبراطور تيزنغ من التانغ (Emperor Taizong of Tang). وهنا زادت رغبة تشيونتسانغ في زيارة الهند. لقد عرف بزيارة فاكسيان (Faxian) إلى الهند، الذي كان لديه نفس الاهتمام بالنصوص البوذية غير المكتملة والمفسّرَة بشكل خاطئ التي وصلت إلى الصين.
ولقد أصبح مشهورًا بسبب رحلته إلى الهند التي استغرقت سبعة عشر عامًا، والتي تم تسجيلها بالتفصيل في النص الصيني القديم سجلات تانغ العظمى عن المناطق الغربية (Great Tang Records on the Western Regions)، وهي بدورها قدمت إلهامًا للرواية الكلاسيكية رحلة إلى الغرب (Journey to the West)، التي كتبها وو تشنغن (Wu Cheng'en) خلال حكم أسرة منغ (Ming Dynasty)، بعد موت تشيونتسانغ بتسعة قرون تقريبًا.

## الحواشي
1. ↑  There is some dispute over the Chinese character for Xuanzang's given name at birth. Historical records provide two different Chinese characters, 褘 and 禕, both are similar in writing except that the former has one more stroke than the latter. Their pronunciations in pinyin are also different: the former is pronounced as Huī while the latter is pronounced as Yī. See here and here. (Both sources are in Chinese) نسخة محفوظة 04 مارس 2016 على موقع واي باك مشين.

## أعماله
- سجلات تانغ العظمى عن المناطق الغربية (Great Tang Records on the WesternRegions). 646.

الترجمة
- Watters، Thomas (1904). On Yuan Chwang's Travels in India, 629-645 A.D. Royal Asiatic Society, London. مؤرشف من الأصل في 2022-01-02.

## وصلات خارجية
- تشيونتسانغ على موقع الموسوعة البريطانية (الإنجليزية)